# The Sinners
The Sinners var en svensk rockgrupp bildad i Lund 25 december 1982 av Sven Köhler (sång, tamburin), Michael Sellers (elgitarr), David Sellers (bas), Henrik van den Born (elgitarr) och Micke Widell (trummor). Bandets första spelning ägde rum i september 1983 som förband åt Wilmer X på Fredmans i Malmö. 

## Historia

### Första singlarna
I oktober 1984 släppte bandet debutsingeln “Open up your door” på det egna bolaget Teenage Kicks. Widell ersattes av trumslagaren Rikard Swärdh, och bandet fick kontrakt med skivbolaget Amalthea, där “Won’t be back” släpptes i mars 1985. Dock var bandet så missnöjda med bolaget att man gick tillbaka till sitt eget Teenage Kicks, och 1986 släpptes singeln “Hotshot”, som producerades av Sticky Bomb (från Wilmer X). 
Singlarna fanns också samlade på det franska skivbolaget Swamp Records mini-LP "The Original Sin", som släpptes i oktober 1986. 
Den innehöll även två låtar från det brittiska samlingsalbumet "Raw Cuts Volume Two - Swedish Beat" från skivbolaget Criminal Damage. 
The Sinners turnerade förutom i Sverige även ute i Europa. I april 1986 spelade man för första gången i Frankrike, och återkom dit i januari 1987 för att sedan fortsätta i både Tyskland och Spanien. I augusti 1987 spelade The Sinners på Hultsfredsfestivalen.

### From The Heart Down
Från och med första albumet "From the Heart Down", som släpptes i oktober 1987 låg The Sinners på skivbolaget Amigo (Bonnier Amigo Music Group). Plattan producerades av Sticky Bomb. I april 1988 lämnade Swärdh bandet på grund av familjeskäl, och ersattes av trummisen Kiddie Manzini.
Singeln "When She Lies", som släpptes december 1988, producerades av 4-Eyed Thomas (alias Ulf Lindqvist). Musikvideon låg på MTV Europas "A-Lista" i sju veckor och var den mest spelade independent-videon vintern 1988. Men skivbolaget Amigo lyckades aldrig få några licenser för singeln utanför Sverige, och ett internationellt genombrott uteblev. Videon regisserades av Martin Persson och Fredrik Boklund (Apollon Bild & Film) från Lund. Några år senare var deras bolag Apollon Bild & Film en av de största på MTV, med uppemot 200 producerade musikvideos. 
30 juni 1989 spelade The Sinners på Roskildefestivalen.

### Piece By Piece
Ett nytt kontrakt skrevs med MNW, och de släppte i april 1990 albumet "Piece by Piece", där delar spelades in i Polar Studion i Stockholm, med Michael Ilbert som producent. De fick en radiohit med "Love You More That This" och samma sommar återbesökte The Sinners Hultsfredsfestivalen.

### Turn It Up!
Michael Ilbert producerade även efterföljande albumet Turn It Up! som släpptes i november 1991. Med Turn It Up! nominerades The Sinners till en Grammis för årets Rockgrupp, men vann inte.
Efter flitigt turnerande 1992 med över 70 spelningar i Sverige och Tyskland, gjorde de därefter en kort Sverige-turné med enbart Elvis Presley-covers.. När bandet firade 10-årsjubileum släpptes en 5-låtars EP  i endast 500 exemplar, innehållande olika covers (av bland andra Blue Öyster Cult och Neil Young).

### Come Fly with Us
Inför det fjärde albumet "Come Fly With Us", som släpptes 1993 och producerades av Martin Hennel (Lolita Pop, Docenterna, Beagle), fick de kontrakt med det multinationella skivbolaget Warner (Warner Music Group). Det fanns då planer på en större internationell lansering, som däremot uteblev, och därefter lämnade The Sinners Warner.   
The Sinners spelade avslutningsvis i sin hemort på Lundakarnevalen 20 maj 1994.

### Senare aktiviteter
För att fira 20-årsjubileum 2002 återuppstod bandet för ett antal spelningar. Den 3 augusti 2002 spelade gruppen på festivalen Gutter Island i Danmark, och den 13 september 2002 på Mejeriets 15-årsdag i Lund.
Sven Köhler blev sångare i rockbandet The Men, tillsammans med bl.a. gitarristen Olof Wallberg. Michael Sellers hade 1995 startat instrumentalbandet Langhorns tillsammans med Rickard Swärdh. Båda blev också medlemmar i Lundabandet Torsson, där även Kiddie Manzini varit trumslagare.

## Medlemmar
- Sven Köhler – sång, tamburin, maraccas
- Michael Sellers – elgitarr
- Hendrik "Henki" van den Born – elgitarr (tidigare i Rädsla[25] och Stry & Stripparna[26])
- David Sellers – basgitarr
- Kiddie Manzini (alias Stefan Nilsson) – trummor (1988–)

Tidigare medlemmar
- Micke Widell – trummor (1982–1984)
- Rikard "Bure" Swärdh – trummor (1984–1988)

## Diskografi
Studioalbum
- 1987 – From the Heart Down
- 1990 – Piece by Piece
- 1991 – Turn It Up
- 1993 – Come Fly With Us

EP
- 1992 – 10 Year Jubilee E.P. (Endast 500 exemplar. Innehåller 5 covers)

Samlings mini-LP
- 1986 – The Original Sin

Singlar
- 1984 – "Open Up Your Door" / "Echoes (From Your Heart)"
- 1984 – "Teenage Letter" / "I Can Tell" (Flexisingel)
- 1985 – "Won't Be Back" / "Suspicious Minds"
- 1986 – "Hotshot" / "I Won't Take That From You"
- 1987 – "You ain't Different" / "High Risk Investment"
- 1988 – "When She Lies"[30] / "Future Kiss"
- 1990 – "Happy Hour"[31] / "Hey Bulldog"
- 1990 – "Love You More Than This[32]" / "Sleep-Walker"
- 1991 – "I Wanna Love You" [33]/ "Last of a Dying Breed" /  "Voice of An Angel"
- 1992 – "Love Injection" / "Turn It Up!" / "Starring in Your Dream"
- 1993 – "Undressed to Kill" [34]/ "Fool"
- 1993 – "Heading South" / "Going to the Bank"
- 1993 – "As Lovers Should" / "Love Don't Pay My Bills"

Låtar på Samlingsalbum (div. artister)
- 1985 – Made In Sweden   (Låt: "Won't Be Back")
- 1986 – Raw Cuts Volume 2: Swedish Beat   (2 låtar: "I Will Love Her" och "No No No")
- 1986 – What A Nice Way To Turn Seventeen No. 6  (låt: "Open Up Your Door")
- 1990 – The Munster Dance Hall Favorites Vol. III  (låt: "Don't Mind Rockin' Tonite")
- 1992 – Absolut Hultsfred  (låt: "Show Your Face")
- 1996 - Guldskivan Svenska band hyllar Sator och Sator Codex  (låt: "Halternative Top")